# 绿穗薹草
绿穗薹草（学名：Carex chlorostachys）为莎草科薹草属的植物。分布在俄罗斯欧洲部分和西伯利亚以及中亚、日本、朝鲜以及中国大陆的青海、河北、甘肃、内蒙古、新疆、西藏、四川、山西等地，生长于海拔1,150米至3,200米的地区，多生长在草地、河边、高山坡灌木丛中和湖边。

## 变种
无喙绿穗薹草（学名：Carex chlorostachys var. conferta）是莎草科薹草属绿穗薹草的变种。分布在中国大陆的青海等地，生长于海拔2,000米的地区，常生于草地或潮湿山谷。